# Боан
Боан (на френски: Boynes) е село в северна Франция, част от департамент Лоаре на региона Център-Вал дьо Лоар. Населението му е около 1 300 души (2014).
Разположено е на 110 метра надморска височина в Парижкия басейн, на 11 километра югоизточно от Питивие и на 42 километра североизточно от Орлеан. От XVII до началото на XX век селището е основен производител на шафран в световен мащаб.

## Известни личности
Родени в Боан
- Луи Вьоийо (1813 – 1883), журналист